# Partido Socialista (Brasil)
Partido Socialista foi uma instituição partidária criada por dissidentes do PDT liderados pelo advogado Boris Nicolaievski e pelo deputado federal Sebastião Nery, do Rio de Janeiro. 
Fundado em 1985, após a promulgação da Emenda Constitucional 25, que abolia a fidelidade partidária e permitia que partidos com registros provisórios no TSE disputassem as eleições daquele ano, o PS adotou um programa socialista moderado buscando se firmar como uma alternativa de esquerda ao PDT brizolista, cujo líder, Leonel Brizola, fora acusado de personalismo pelo seu ex-correlegionário Nery, uma vez que Brizola havia dito pela mídia da época que o Partido Socialista no Brasil já havia sido fundado, no qual o presidente do PDT chamava de "Socialismo moreno (democrático) brasileiro", diferente do europeu, porque o brasileiro é diferente do povo europeu, vide mídia e jornais da época, como o Globo, Jornal do Brasil, Revista Fatos e Fotos, e outros.
Embora fosse considerado um partido de esquerda, o PS apoiou nas eleições para prefeito do Rio de Janeiro daquele mesmo ano o empresário conservador Rubem Medina, proprietário da Artplan e fundador da seção fluminense do PFL, a principal agremiação conservadora do país. Nicolaievski justificou a aliança como um acordo pragmático para combater o enorme crescimento dos PDT no estado, que tinha o senador Saturnino Braga como candidato a prefeito. Nicolaievski indicou Nery como vice-prefeito na chapa de Medina na tentativa de montar uma frente unificada antibrizolista, mas a iniciativa não empolgou sequer outros dissidentes do brizolismo, como Carlos Imperial, do PTN, nem os grupos de direita que apoiaram o deputado Álvaro Valle, do PL, que rompera com o PFL ao perder para Medina a indicação do partido para candidato a prefeito. Apesar dessas dificuldades, a chapa Medina-Nery obteve a 2ª. colocação nas eleições, perdendo para Saturnino Braga, que, com 40% dos votos, conquistou uma vitória expressiva.
O PS disputou também as eleições de 1986, mas não conseguiu eleger nenhum candidato. Não obteve seu registro permanente frente ao TSE por não cumprir os requisitos legais de instalação do partido em cinco estados, número mínimo exigido pelo Tribunal (era um partido concentrado principalmente no estado do Rio de Janeiro). Em 1987, seu registro provisório foi renovado pela segunda e última vez, mas o partido só disputaria as eleições do ano seguinte e de 1990, ano em que foi extinto durante a apuração dos votos. Três anos depois, Nicolaievski organizou um novo partido, o PSdoB, uma outra agremiação de centro-esquerda que jamais conseguiu registro permanente no TSE.
Seus números de registro foram o 34, usado entre 1986 e 1988, e o 50 (atualmente usado pelo PSOL), até 1990.

## Desempenho Eleitoral

### Eleições presidenciais
| Ano  | Imagem | Candidato(a) a Presidente | Candidato(a) a Vice-Presidente | Coligação     | Votos      | Posição |
| ---- | ------ | ------------------------- | ------------------------------ | ------------- | ---------- | ------- |
| 1989 |        | Boris Nicolaievski (PS)   | Sem Informação (PS)            | Sem coligação | Indeferido | N/A     |